# یک گل، چهار خار
یک گل، چهار خار (به هندی: Ek Phool Char Kante) فیلمی هندی محصول سال ۱۹۶۰ و به کارگردانی باپی سونی است. در این فیلم بازیگرانی همچون سونیل دات، وحیده رحمان، رشید خان و بیندو ایفای نقش کرده‌اند.